# Acacia menzelii
Acacia menzelii är en ärtväxtart som beskrevs av John McConnell Black. Acacia menzelii ingår i släktet akacior, och familjen ärtväxter. Inga underarter finns listade i Catalogue of Life.